# Regina Becker
Regina Maria Becker, conhecida no meio político como Regina Becker Fortunati (Porto Alegre, 9 de novembro de 1957) é uma política brasileira, filiada ao  Partido Verde (PV), reconhecida pelo seu trabalho como defensora dos Direitos Animais. Foi primeira-dama de Porto Alegre, casada com o ex-prefeito José Fortunati. Exerceu, ainda, funções públicas como secretária municipal e estadual, e ocupou uma cadeira na Assembleia Legislativa do Rio Grande do Sul.

## Gestora
Regina foi a titular da Secretaria Especial dos Direitos Animais (SEDA) de Porto Alegre, órgão idealizado por ela e criado na gestão de José Fortunati, entre fevereiro de 2013 e janeiro de 2015. Na sua trajetória na Pasta, difundiu a importância de políticas públicas específicas para a proteção e o bem-estar animal e desenvolveu inúmeros projetos que se tornaram referência para vários outros municípios gaúchos e brasileiros, além de colocar a capital do RS no cenário mundial da proteção animal.
Em 2019, Regina foi nomeada pelo governador Eduardo Leite como secretária do Trabalho e Assistência Social e, em 2021, como secretaria da Igualdade, Cidadania, Direitos Humanos e Assistência Social. Atuou como gestora de políticas voltadas às mulheres, crianças e adolescentes, juventude, idosos, pessoas com deficiência, povos originários, população negra, LGBTQIA+. Durante a pandemia mundial implementou ações para atendimento das populações vulneráveis como moradores de rua, indígenas e quilombolas, para a diminuição da fome e insegurança alimentar. 
Criou em âmbito governamental o primeiro Departamento dos Direitos Animais. Implantou um programa de castrações inédito no Estado, o Programa Melhores Amigos - Bicho Sente Como Gente.

## Mandato
Nas eleições de 2014, foi eleita deputada estadual na 54ª Legislatura (2015 — 2019). Foi a primeira parlamentar a representar a causa animal, defendendo a necessidade da criação de leis de proteção contra os maus-tratos e de defesa do meio ambiente que trouxeram resultados efetivos.
Na Assembleia Legislativa, foi titular nas comissões permanentes de Assuntos Municipais e de Agricultura, Pecuária, Pesca e Cooperativismo. Coordenou o grupo de trabalho pela elaboração do Código Estadual de Direitos dos Animais, para criar instrumentos legais voltados a amenizar o sofrimento dos animais que são abatidos, principalmente para o consumo humano.
Apresentou 23 projetos de lei e é autora de três leis: Lei nº 14.727, de 24 de agosto de 2015, que Institui a Semana Estadual dos Direitos Animais no Rio Grande do Sul, comemorada anualmente na primeira semana do mês de outubro; Lei nº 15.148, de 5 de abril de 2018, que Institui o Dia Estadual do Protetor de Animais, comemorado anualmente em 4 de abril, em homenagem a Palmira Gobbi; e Lei nº 15.254, de 17 de janeiro de 2019, que Dispõe sobre Animais Comunitários no Estado do Rio Grande do Sul, estabelece normas para seu atendimento e dá outras providências.

## Causa Animal
Regina Becker tem história como ativista da causa animal há quase cinco décadas. É uma das mais antigas protetoras do Estado, reconhecida e reverenciada nacional e internacionalmente por seu trabalho incansável e sério pelos animais, por ser uma estudiosa apaixonada pelo assunto, pela capacidade de doação à causa e pelas experiências públicas exitosas, que possibilitaram avanços em relação à temática envolvendo os maus-tratos aos animais e o respeito à vida em todas as suas formas. Trabalha junto à rede de protetores de todo o Estado. Promove palestras e encontros com diversos setores da sociedade para a conscientização de temas relacionados aos animais e ao meio ambiente.

## Desempenho em eleições
| Ano  | Eleição                       | Coligação                                     | Partido | Número | Candidato a       | Votos          | Resultado  |
| ---- | ----------------------------- | --------------------------------------------- | ------- | ------ | ----------------- | -------------- | ---------- |
| 2014 | Estadual no Rio Grande do Sul | Unidade Democrática Trabalhista (PDT/DEM)     | PDT     | 12580  | Deputado estadual | 46.788 (0,84%) | Eleita     |
| 2018 | Estadual no Rio Grande do Sul | Trabalho e Progresso (PP/PTB)                 | PTB     | 14580  | Deputado estadual | 32.287 (0,61%) | Suplente   |
| 2022 | Estadual no Rio Grande do Sul | coligação                                     | UNIÃO   | 44560  | Deputado estadual | 16.235 (0,26%) | Não eleita |
| 2024 | Municipal Porto Alegre        | Federação Brasil da Esperança (PT/PC do B/PV) | PV      | 43210  | Vereadora         | 3.030 (0,45)   | Não Eleita |